# Долинівка (Голованівський район)
Доли́нівка (спочатку — Пеліямпіль (Поліампіль), з 1929 — Будьоннівка) — село в Гайворонській громаді Голованівського району Кіровоградської області України. Населення становить 1053 осіб.

## Географія
На південно-західній околиці села річка Темна впадає у Ташличку, ліву притоку Південного Бугу.

## Історія
У цьому селі народився та виріс Євген Марчук (колишній прем'єр-міністр України), відомий поет Леонід Нарадовий. За переказами населений пункт утворився на початку XVIII століття. У цій місцині було багато вільної землі і її власник граф Потоцький оголосив, що бажаючі тут поселитися будуть користуватися нею на пільгових умовах. Люди почали обживатися і з часом утворилося невелике поселення, якому дали назву «Хащуватські хутори». У XIX столітті змінився власник села, який дав назву поселенню на Поліампіль.
Як свідчать писемні джерела, перший храм в ім'я Св. Апостола Іоанна Богослова був збудований парафіянами у 1743 році. Але він мав невеликі розміри, і в 1872 році парафіяни спорудили просторіший храм із дерева на кам'яному підмурку. Збудовано церкву при священникові Михайлові Корсовецькому. Церковнопарафіяльна школа відкрилась у 1864 році. Діти вивчали Закон Божий, церковні співи, письмо, читання, 4 дії арифметики, основи географії, малювання.
Бурхливі події прокотились у XX столітті. Це — громадянська війна, встановлення радянської влади, розподіл поміщицької землі між селянами, заміна політики воєнного комунізму на нову економічну політику (НЕП), колективізація, голодомор 1932—1933 років, репресії. У 1929 році селу дають нову назву Будьоннівка — на честь червоного командарма — Будьонного.
У селі діяла гідроелектростанція.
Важкі випробування довелось перенести в роки Другої Світової війни. На фронтах воювало 483 односельці, 247 з них назавжди залишились молодими і не повернулись до своїх родин. 370 долинівців удостоєні бойових орденів і медалей. Імена полеглих земляків викарбувано на меморіальному комплексі у центрі села.
Колгосп очолювали В. М. Лісничук, І. К. Грицай, В. Ф. Демченко та інші.
За роки незалежності на базі колишнього колективного господарства утворено ТОВ «Долинівка», яке очолює Вадим Хоменко. Функціонують фермерські господарства, працюють одноосібники. Перевагу віддають вирощуванню зернових культур, соняшнику, кукурудзи, цукрових буряків та ін.
У селі діє загальноосвітня школа, дитячий садок, відділення зв'язку, фельдшерсько-акушерський пункт, Будинок культури, бібліотека, торговельні заклади.
Серед визначних державних, політичних і військових діячів, варто назвати уродженця Долинівки Євгена Марчука, прем'єр-міністра України.
Долинівці бережуть пам'ять і про свого односельця, досвідченого комбайнера Микиту Касяновича Рябокоровку. За багаторічну сумлінну працю він був удостоєний звання Героя Соціалістичної Праці. А всього у минулому столітті було нагороджено орденами і медалями 120 жителів села. Цих відзнак вони удостоєні за досягнуті успіхи у розвитку сільськогосподарського виробництва.
На Кіровоградщині і за її межами добре відоме ім'я письменника і журналіста Леоніда Миколайовича Нарадового. Його твори — це сповнені філософського змісту поезії. За життя поета було видано збірки поезій «Чорнозем» і «Вічне жито». Торує шлях в науку молодший земляк Олесь Володимирович Лісничук. Він — співробітник Центру миру, конверсії і зовнішньої політики України, кандидат політичних наук.
У селі проживає самодіяльна художниця Наталія Шевчук, виставка картин якої експонується у районному Будинку культури.

## Населення
Згідно з переписом УРСР 1989 року чисельність наявного населення села становила 1179 осіб, з яких 497 чоловіків та 682 жінки.
За переписом населення України 2001 року в селі мешкало 1057 осіб.

### Мова
Розподіл населення за рідною мовою за даними перепису 2001 року:
| Мова       | Відсоток |
| ---------- | -------- |
| українська | 97,15 %  |
| російська  | 1,80 %   |
| молдовська | 0,38 %   |
| білоруська | 0,19 %   |
| вірменська | 0,19 %   |
| польська   | 0,09 %   |
| інші       | 0,20 %   |